# Raorchestes manohari
Raorchestes manohari es una especie de anfibio anuro de la familia Rhacophoridae.

## Distribución geográfica
Esta especie es endémica de Kerala en la India. Habita a unos 600 m sobre el nivel del mar en los distritos de Quilon y Thiruvananthapuram en Ghats occidentales.

## Descripción
El holotipo de Raorchestes manohari, de un macho adulto, mide 18 mm. Su parte posterior es de color amarillo brillante con pequeñas manchas marrones y, en su mitad anterior, tiene grandes manchas de color marrón oscuro. Su superficie ventral es blanquecina.

## Etimología
El nombre de la especie, manohari, se le dio en honor a Shri T. Manoharan, el conservador del bosque en Kerala. Mientras tanto, en malayo, manohari significa "hermoso, hermoso" que se adapta a esta elegante especie.

## Publicación original
- Zachariah, Dinesh, Kunhikrishnan, Das, Raju, Radhakrishnan, Palot &, Kalesh, 2011: Nine new species of frogs of the genus Raorchestes (Amphibia: Anura: Rhacophoridae) from southern Western Ghats, India. Biosystematica, vol. 5, p. 25-48[4]